# Tricentrus convergens
Tricentrus convergens är en insektsart som beskrevs av Walker. Tricentrus convergens ingår i släktet Tricentrus och familjen hornstritar. Inga underarter finns listade i Catalogue of Life.